# 奥林波斯槽沟群

显示了主要特征的塔尔西斯区地图，塔尔西斯区分布有众多的火山，包括太阳系中已知最高的奥林帕斯山。请注意什洛尼尔斯小火山，虽然它看起来很小，但实际上它约和地球上的珠穆朗玛峰一样高。

奥林匹克堑沟群（Olympica Fossae）是分布于火星塔尔西斯区北纬25度、西经114.1度的一系列堑沟，总长约有420公里，其名称取自北纬17度、西经134度的一处反照率特征。这些槽沟群的一部分被认为既是溢出河道，又是熔浆通道，在火星过去不同地质时期，熔岩流和突发性暴洪都流过了这些通道。

## 堑沟
奥林匹克堑沟群是一系列大的槽沟，在火星的地理语言中称为“堑沟群”（Fossae）。当地壳沿着两个次平行面或断层拉伸至破裂时，就会形成槽沟。断层间的中间部分向下塌陷，形成凹槽，并沿两侧留下陡峭的悬崖。有时，地层在拉伸过程中会出现一系列的塌洞而形成一条陷坑线，此类以断层为界的地质构造也称为地堑。

## 暗坡条纹
下图显示了奥林匹克堑沟群中一些黑色条纹，这种条纹在火星上很常见，它们通常出现在撞击坑、槽沟和山谷的陡坡上。条纹开始时呈黑色，随着时间的推移会逐惭变淡。有时它们启始很小的一点，然后扩散到数百米远的地方。并被看到会绕开障碍物移动，如巨石，据信，它们是明亮的尘埃崩塌后，所暴露出的较暗底层。但是，也已提出了一些不同的想法来解释它们，有些涉及到水甚至生物生长  。出现在区域中的条纹被尘埃覆盖，火星表面大部分已被尘埃覆盖，从大气中沉降下来的细尘覆盖了一切。对这种尘埃我们现已了解很多，
因为火星探测器的太阳能电池板就被尘埃覆盖，从而造成电能下降。火星漫游车的动力已多次被风恢复，通过尘暴清洁了面板并提高动力。接近了40%。火星的轨道要比地球要椭圆得多，与太阳的远近点差异非常大，而地球则就小的多。此外，每隔几年，整个火星都会被全球性沙尘暴吞没。曾经美国宇航局的水手9号飞船抵达那里时，在沙尘暴中看不见任何一切，自那时以来，还观察到多次全球性沙尘暴。

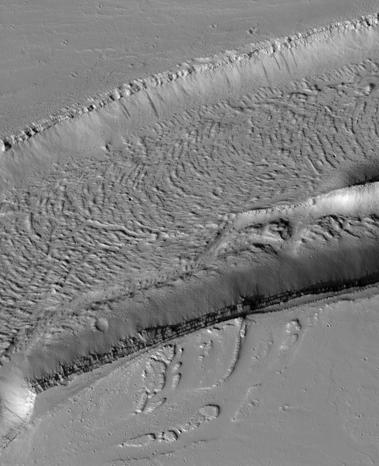
高分辨率成像科学设备显示的奥林波斯槽沟群，单击图像可查看坡体中的岩石层。

## 另请参阅
- 暗坡条纹
- 堑沟
- 高分辨率成像科学设备
- 火星全球探勘者号